# دراکولا ۲: آخرین پناهگاه
دراکولا ۲: آخرین پناهگاه (انگلیسی: Dracula 2: The Last Sanctuary) یک بازی ویدئویی ماجراجویی گرافیکی تک‌نفره برای سکوهای ویندوز، مکینتاش، پلی‌استیشن، آی‌اواس، اواس ده، اندروید می‌باشد که توسط وانادوو، کانال+ مولتی‌مدیا، ترااج گیمز توسعه و دریم‌کچر اینتراکتیو، میکروییدز نشر پیدا کرده‌است.
این بازی که سومین قسمت از سری دراکولا و با داستانی تا مربوط است، بعد از دراکولا: معاد (۲۰۰۰) و قبل از دراکولا ۳: مسیر اژدها (۲۰۰۸)، دراکولا ۴: سایه اژدها (۲۰۱۳) و دراکولا ۵: میراث خون (۲۰۱۳) می‌باشد.

## خلاصه داستان
بازی با صحنه پایانی دراکولا: رستاخیز آغاز می‌شود؛ جاناتان هارکر (با صداپیشگی دیوید گَسمَن) همسرش مینا (گی مارشال) را از قلعه دراکولا نجات داده و پس از بازگشت به لندن قسم می‌خورد که کنت را شکست خواهد داد. هارکر متوجه شده است که دراکولا عمداً مینا را به ترانسیلوانیا فراخوانده تا او را دنبال کند.  
زمانی که هارکر به گردنه بورگو می‌رسد، دراکولا می‌دانست که او حلقه اژدها را پیدا خواهد کرد - چیزی که خود دراکولا نمی‌توانست انجام دهد، زیرا حلقه تحت حفاظت سنت جورج قرار داشت. هارکر سپس حلقه را مطابق نقشه دراکولا به قلعه آورد. پس از ورود هارکر به قلعه، دراکولا به همسرانش دستور داده بود تا او را بکشند و حلقه را تصاحب کنند، اما هارکر موفق شد مینا را نجات دهد و با حلقه از قلعه فرار کند.  